# Mercado das Tulhas
O Mercado das Tulhas (também conhecido como Casa das Tulhas, Feira da Praia Praia Grande ou Mercado da Praia Grande) é um mercado especializado em produtos maranhenses, localizado no Centro Histórico de São Luís.

## Histórico
Construído no século XIX, o seu nome tulha se refere a inicialmente ser um local para venda de grãos, um celeiro público, onde o lavrador guardava e vendia os gêneros que seriam comercializados. Entre 1855 e 1861, a Companhia Confiança Maranhense incorporou a Casa das Tulhas, demolindo o prédio e construindo um edifício regular. Em 1895, o seu controle foi repassado para a Câmara Municipal de São Luís.

## Estrutura
Ocupando uma edificação retangular, possui quatro entradas. A principal delas fica localizada na Rua da Estrela. Também há entradas na Rua Portugal e outras duas com laterais para o Centro de Criatividade Odylo Costa Filho e a Câmara Municipal de São Luís.
Na área externa, existem lojas comerciais que vendem artesanato e vestuário. Na parte interna, há inúmeros boxes, bancadas e barracas vendendo produtos ligados à gastronomia, incluindo comidas típicas, temperos, bebidas artesanais, tiquira, cachaças, licores, castanhas e doces.
Ocasionalmente, nas tardes de sexta-feira, há apresentações de tambor de crioula ou rodas de pagode.